# Petit-Fayt

Petit-Fayt este o comună în departamentul Nord, Franța. În 1 ianuarie 2022 avea o populație de 286 de locuitori.